# Jonelle Filigno
Jonelle Filigno (Mississauga, 24 de setembro de 1990) é uma futebolista canadense que atua como meio-campista, medalhista olímpica. 

## Carreira
Jonelle Filigno fez parte do elenco medalha de bronze em Londres 2012.